# 50-я воздушная армия дальней авиации
50-я воздушная армия дальней авиации (50 ВА ДА) — воздушная армия СССР в составе Командования дальней авиации Военно-воздушных сил Вооружённых сил СССР.

## История организационного строительства
- Сформирована 16 мая 1942 года приказом НКО от 5 мая 1942 года на базе ВВС Калининского фронта как 3-я воздушная армия[1].
- В апреле 1946 года выведена в Смоленск и управление 3-й воздушной армии Директивой Генерального штаба переформировано в управление 1-й воздушной армии дальней авиации[2].
- В феврале 1949 года в соответствии с директивой Генерального штаба ВС СССР управление 1-й воздушной армии дальней авиации переименовано в управление 50-й воздушной армии дальней авиации[3].

В 50-е годы XX века войска армии освоили ряд новых образцов авиационной техники: Ту-4, Ту-16, МиГ-15 и МиГ-17. К 1957 году части объединения успешно овладели дозаправкой самолётов в воздухе. В армии были созданы ремонтно-технические базы, которые в короткие сроки овладели технологией подготовки к боевому применению поступающих в войска на вооружение ядерных боеприпасов. Авиационные полки армии освоили боевое применение ядерных боеприпасов и в 1957 году произвели первый сброс ядерной бомбы на учениях министра обороны.
В 1958 году штаб армии получил указание командующего дальней авиации маршала авиации В. А. Судец приступить к формированию в армии ракетных частей.
С августа 1958 года группа офицеров управления армии и формируемых частей убыли в одно из первых ракетных соединений для изучения ракетной техники, а в армии началось формирование первого ракетного полка — 115-й ракетный полк (войсковая часть 18288). Ракетный полк и подвижная ремонтно-техническая база формировались на базе 362-го тяжёлого бомбардировочного авиационного Рижского полка 11-й гвардейской тяжёлой бомбардировочной авиационной Орловско-Берлинской Краснознамённой дивизии на аэродроме Сеща в Брянской области.
В ноябре 1958 года на базе 454-го тяжёлого бомбардировочного авиационного полка был сформирован второй ракетный полк — 94-й ракетный полк (войсковая часть 18291). В каждом полку было создано по 4 эскадрильи. Освоение ракетной техники осуществлялось путём изучения переходного образца — ракеты Р-2 (8Ж38) под руководством прибывшей в часть инструкторской группы. Полки получили по 4 комплекта наземного оборудования и по одной учебно-тренировочной ракеты Р-2 (8Ж38).
Весной 1959 года на базе 11-й гвардейской тяжёлой бомбардировочной авиационной Орловско-Берлинской Краснознамённой дивизии было сформировано управление 25-й ракетной дивизии. После расформирования 11-й гвардейской тяжёлой бомбардировочной авиационной Орловско-Берлинской Краснознамённой дивизии с 1 июля 1960 года почётные наименования и награды дивизии переданы 25-й ракетной дивизии, а она переименована в 23-ю гвардейскую ракетную Орловско-Берлинскую Краснознамённую дивизию.
В 1959 году в армии было сформировано ещё пять ракетных полков и пять подвижных ракетно-технических баз и из других объединений в штат армии было передано три ракетных полка и три ракетно-технических базы.
В январе-феврале 1960 года все ракетные полки и пять подвижных ракетно-технических баз были переданы Главному штабу РВСН. Осенью 1960 года большинство офицеров органов управления армии вошло в состав вновь формируемого управления 50-й ракетной армии РВСН.
- В связи с реорганизацией Вооружённых сил СССР в августе 1960 года 50-я воздушная армия дальней авиации переформирована[4]:
  - управление армии — в управление 50-й ракетной армии;
  - часть соединений — сведена в 6-й отдельный тяжёлый бомбардировочный авиационный корпус;
- 6-й отдельный тяжёлый бомбардировочный авиационный корпус 30 апреля 1975 года был награждён орденом Красного Знамени и стал именоваться 6-й отдельный тяжёлый бомбардировочный Краснознамённый авиационный корпус;
- на базе 6-го отдельного тяжёлого бомбардировочного Краснознамённого авиационного корпуса 1 августа 1980 года развёрнута 46-я воздушная армия ВГК СН, которая вошла в подчинение Командования Дальней авиации;
- 30 июня 1990 года 50-я ракетная армия расформирована;
- 46-я воздушная армия ВГК СН в октябре 1994 года расформирована.

## История наименований
- ВВС Калининского фронта[5] (с 17 октября 1941 года);
- 3-я воздушная армия (5 мая 1942 года);
- 1-я воздушная армия дальней авиации (9 апреля 1946 года);
- 50-я воздушная армия дальней авиации (20 февраля 1949 года);
- 50-я ракетная армия (1 августа 1960 года);
- Войсковая часть 49707 (до 04.1946 г.).
- Войсковая часть 55135 (после 04.1946 г.).

## Состав
- 51-й гвардейский бомбардировочный авиационный корпус (Могилёв)[6]:
  - 11-я гвардейская бомбардировочная авиационная дивизия (Шаталово, Смоленская область)[6];
  - 57-я бомбардировочная авиационная дивизия (Новозыбков, Брянская область)[6];
- 79-й гвардейский бомбардировочный авиационный корпус (Бобруйск, Могилёвская область)[6]:
  - 22-я гвардейская бомбардировочная авиационная дивизия (Бобруйск, Могилёвская область)[6];
  - 45-я бомбардировочная авиационная дивизия (Болбасово, Витебская область)[6].
- 74-й тяжелый бомбардировочный авиационный корпус (Сольцы, Тарту, Остров, с июня 1951 года):
  - 116-я тяжелая бомбардировочная Ленинградская Краснознаменная ордена Суворова авиационная дивизия
  - 326-я тяжелая бомбардировочная Тарнопольская ордена Кутузова авиационная дивизия
- 144-я истребительная авиационная дивизия (Могилёв, Могилёвская область);
  - 439-й истребительный авиационный полк ПВО (Барановичи, Брестская область);
  - 4-й истребительный авиационный Краснознамённый полк (Бобруйск, Могилёвская область);
  - 163-й истребительный авиационный Седлецкий Краснознамённый полк (Могилёв, Могилёвская область).

В 1949 году 79-й гвардейский бомбардировочный авиационный корпус в связи с перевооружением соединений корпуса на новые самолёты Ту-4 переименован в 79-й гвардейский тяжёлый бомбардировочный авиационный корпус, а в 1950 году 51-й гвардейский бомбардировочный авиационный корпус переименован в 51-й гвардейский тяжёлый бомбардировочный авиационный корпус.
В марте 1951 года в составе 79-го гвардейского тяжёлого бомбардировочного авиационного корпуса сформирована 160-я тяжёлая бомбардировочная авиационная дивизия (штаб дивизии — Болбасово, Витебская область) в составе:
- 291-й тяжёлый бомбардировочный авиационный полк (Ту-4, Болбасово);
- 402-й тяжёлый бомбардировочный авиационный полк (Ту-4, Болбасово).

В состав армии 2 ноября 1951 года вошла 144-я истребительная авиационная дивизия, Дивизия передана из 26-й воздушной армии в полном составе. 10 июля 1957 года дивизия передана обратно в состав 26-й воздушной армии.
В феврале 1955 года 57-я тяжёлая бомбардировочная авиационная дивизия была передана в состав ВВС Балтийского флота и переименована в 57-ю морскую ракетоносную авиационную дивизию.
В июле 1956 года 79-й гвардейский тяжёлый бомбардировочный авиационный корпус и 51-й гвардейский тяжёлый бомбардировочный авиационный корпус расформированы, части и соединения переданы в непосредственное подчинение штабу воздушной армии.
В декабре 1959 года 160-я тяжёлая бомбардировочная авиационная дивизия расформирована вместе с 291-м тяжёлым бомбардировочным авиационным полком. 402-й тяжёлый бомбардировочный авиационный полк передан в 45-ю тяжёлую бомбардировочную авиационную дивизию.
К 1958 году состав армии включал:
- 11-я гвардейская тяжёлая бомбардировочная авиационная дивизия (Шаталово, Смоленская область)[6];
- 22-я гвардейская тяжёлая бомбардировочная авиационная дивизия (Бобруйск, Могилёвская область)[6];
- 45-я тяжёлая бомбардировочная авиационная дивизия (Барановичи, Брестская область)[6];
- 160-я тяжёлая бомбардировочная авиационная дивизия (Болбасово, Витебская область)[6];
- 121-й отдельный гвардейский дальний разведывательный авиационный полк (Мачулище, Минская область)[6];
- 290-й отдельный дальний разведывательный авиационный полк (Зябровка, Гомельская область)[6].

## Дислокация
- Штаб и управление армии - город Смоленск.
- Части и соединения - город Могилёв, Смоленская область, Брянская область, Могилёвская область, Витебская область[6].

## Подчинение
| Объединение                  | Период                             |
| ---------------------------- | ---------------------------------- |
| Командование дальней авиации | февраль 1949 года — июль 1960 года |

## Командующие армией
- Генерал-лейтенант авиации Николаенко Евгений Макарович, 20.02.1949 — 08.1949
- Генерал-лейтенант авиации Счётчиков Георгий Семёнович, 08.1949 — 07.1952
- Генерал-лейтенант авиации Николаенко Евгений Макарович, 07.1952 — 01.1956
- Генерал-майор авиации, Генерал-лейтенант авиации Добыш Фёдор Иванович, 01.1956 — 01.07.1960